# 離魂記
《離魂記》，知名的唐人傳奇，收於《太平廣記》。是一個靈魂出竅甚至是分身的故事，以宰相張鎰為故事素材:183，元代作家鄭光祖將此改編為雜劇《倩女離魂》，更是影響了明代湯顯祖的《牡丹亭》。

## 作者
作者陳玄祐，事蹟不詳，大約是唐代大曆時人。

## 簡介
張倩娘是衡州官吏張鎰的愛女，從小被父親許配給表兄王宙，與王宙彼此相愛。但張鎰後來反悔，將倩娘許配給科舉有成的幕僚，王宙於是自稱要到長安發展，黯然離開，孰料張倩娘半夜趕來投奔王宙，於是兩人私奔，生下兩個孩子。
離家五年後，倩娘思念父母，兩人鼓起勇氣回衡州探望。王宙先到張鎰家謝罪，張鎰大罵：「倩娘病在閨中數年，何其詭說也！」，原來與王宙私奔的是「倩娘的靈魂」；真正「倩娘的肉體」於張鎰家足不出戶，臥病在床。於是「倩娘的肉體」跑了出來，與「倩娘的靈魂」合為一體。倩娘所生的兩個孩子，都考取孝廉，官拜縣丞、縣尉。
陳玄祐自稱在小時候就聽過這個傳聞，但到大曆末年，遇到萊蕪縣令張公，張縣令是張鎰的堂姪，完整地向陳玄祐訴說了這個故事。